# 香港城邦論
《香港城邦論》是2011年出版的香港書籍，由香港學者陳雲整理Facebook之貼文、留言分為八章及由學生黎志恆整理第一、三、七、八章之文稿，再由陳雲增刪修訂及自負文責。
本書主要針對自2010年以來的中港矛盾問題，探討香港將來本土政治應該採取的發展方向。書中指香港目前應採取中港區隔的措施，捍衛本土利益，維護自英治時代留下的典章制度，最終達致與中國政府互惠互利，甚至改革中國政治體制，使之逐漸民主化的效果 :55，屬保守主義路線。

## 出版經過
作者於前言中表示本不想做拯救香港之事，以一人敵一國，幾乎令其家破人亡。奈何2010年底，香港政府參與宜居灣區規劃，向廣東割讓香港自治權，經Facebook朋友勸告再三，才撰文反對。2011年2月9日，陳雲率先於Facebook發文，後寫成文章，題為「香港城邦 中國門戶」，2011年3月22日於《am730》專欄刊出，以歐洲城邦觀念，重認香港的城邦身份。
刊登之後，陳雲的Facebook朋友成立群組，探討香港城邦自治之事，天窗出版社約陳雲寫書。Facebook討論6個月之後，於2011年6月中旬草擬《香港城邦自治總綱》，於在7月1日的遊行影印若干份派發。於同年8月整理Facebook之貼文及留言，分為八章，9月動筆撰寫，並聘請學生黎志恆協助根據Facebook之貼文及留言，整理第一、三、七、八章的文稿，事後陳雲再增刪修訂，文責由陳雲自負。

## 內容
作者陳雲在書中闡述道，香港自從香港主權移交（香港回歸）後，社會在政治上出現兩大迷思，港人往往認為香港必需以一個憲政民主的中國為依歸:20，而且需在中國民主化後香港才能有民主。他斥責這種思想不實際，並指出這種思想是香港民主派政黨於英殖時代遺留下來的。當時，民主派政黨以中國大一統意識與英殖政府角力，本來沒有問題。然而在香港主權移交後抱持這種思維，政黨往往就會為保全中國大陸的利益而犧牲香港的本土利益:24-25；而自六四事件後，香港民主派提出「民主統一論」，期待中國能逐漸民主化，卻無視中共本身無意民主化、甚至干擾香港民主進程的事實:41-42，而且民主派爭取中國民主的方法，只是每年六四燭光晚會不斷重覆平反六四的口號，缺乏實質效力:53，就算真正投入改進中國民主，最終只會耗費香港大量人力物力，徒勞無功:21。
陳雲在書中列舉了部分中國大陸人的劣行:43-46，又推斷中國倘若急速民主化，由於「國際屈辱、受害者情意結、生存空間緊迫、喪失領土的憤恨、對國際道義的不信任、工業紀律社會、中產階級的心靈狹窄、大企業家的愛國衝動、企業產力迅速增長但大量青年就業困難」九大因素，容易成為如納粹主義的極權主義的溫床。:51-52他以此勸告香港人不要插手大陸事務，並探討香港族群意識，指出不少從中國大陸來香港的新移民不服膺香港核心價值，又佔用香港公共資源，認為香港應有權審批大陸來港移民。:49-50
作者亦認為香港地位特殊，根據基本法，香港除了國防及外交由中國負責外，內政一律自行管理，享有充份自治權，仿如歐洲古代的城邦。所謂城邦，陳雲將之定義為「以城市為核心範圍的自治體，有時是主權獨立，但更多時候是託庇於一個主權體制下…至少在名義上受到王族或帝國的外交保護及外交領導:67。」，並形容城邦為「人才、資金、財貨、文化風俗和學術知識的聚散地:62」「在國族建立的過程中，城邦充當政治動員、資金援助、文化薰陶、人才輸送和制度奠定之功能。:66」他認為香港正正繼承了城邦開放共融的精神，加上經濟多元，又擁有強大之文化保存及傳播力量:78，容許市民參與政治與創造文化:93，足以成為中西交流的橋頭堡。陳雲亦在此提到中國大陸、台灣、香港及澳門締結為「華夏邦聯」的構想。:79

## 有關事件

### 警蒐證檢《城邦論》
2016年2月18日，警方將2016年2月17日自行到灣仔警署自首、涉嫌參與農曆新年旺角騷亂的22歲男子押返旺角寓所蒐證，檢走手提電話、衣物及3本市面有售的書籍，包括《香港城邦論》、《本土·民主·反共》及《引爆趨勢：小改變如何引發大流行》。此事被泛民主派斥如落實《基本法》23條般「以言入罪」。
2016年2月20日，保安局長黎棟國向傳媒表示，警方的刑事搜證的一貫做法，是檢走認為有關的東西，並用膠袋載起給傳媒拍照，與基本法23條沒有關係，外界不應作揣測政府是從政治角度看待刑事偵查。

### 選舉論壇送《城邦論》
2016年8月13日，熱血公民的2016年香港立法會選舉候選人鄭錦滿在香港電台港島區選舉論壇中，將《香港城邦論》送給同為立法會選舉候選人的王維基，原因為《香港城邦論》曾經在王維基的香港電視網絡電視劇《來生不做香港人》出現過。鄭錦滿指這本書讓他們看到香港的前路和希望，希望他看完之後，可以再拍一套《來生要做香港人》。鄭錦滿又指香港眾志立法會候選人羅冠聰曲解了《香港城邦論》的內容，希望王維基閱讀後可以借給羅冠聰。

### 被中聯辦官員批評為邪理歪說
中聯辦副主任陳冬於2020年6月15日出席全國港澳研究會的研討會，批評近年來香港一些人打着言論、學術自由的幌子，歪曲一國兩制和《基本法》，不斷煽動青年學生以極端方式反對政府、對抗中央、排斥一國；炮製香港城邦論、香港民族論等歪理邪說，提供所謂理論基礎，主張公民抗命、違法達義，誤導青年。

### 遭公共圖書館覆檢 暫無法借閱
2020年7月4日媒體報導，陳雲的數部著作，包括兩本《香港城邦論》、《香港遺民論》、《香港保衛戰》等書，在公共圖書館的網頁館藏現況一欄，顯示這些書籍「覆檢中」。暫時無法在公共圖書館借閱。
其他被覆核的書籍包括黃之鋒的《我不是英雄》、《我不是細路 : 十八前後》以及陳淑莊寫的《邊走邊吃邊抗爭》。較早之前，香港行政長官林鄭月娥公布《中華人民共和國香港特別行政區維護國家安全法》，由2020年6月30日晚上11時起在香港特別行政區實施。法例禁止任何人分裂國家、顛覆國家政權、從事恐怖活動以及勾結外國或者境外勢力危害國家安全。

## 影響
- 香港本土派政黨本土民主前線發言人梁天琦，因中學年代看過陈云根的《香港城邦論》及黃毓民於立法會議政表現，而投身成為本土派，並指他們是他的政治啟蒙老師。[11]2016選舉年梁曾得當時熱普城聯盟協助參選。

## 獲得獎項及提名
| 年份 | 獎項          | 結果 |
| ---- | ------------- | ---- |
| 2011 | 第5屆香港書獎 | 獲獎 |

## 銷售排行榜排名
| 日期      | 書店     | 排名  |
| --------- | -------- | ----- |
| 2016年3月 | 序言書室 | 第2名 |

## 推薦
- 2016年5月，香港書店天地圖書於其網頁「向你推薦」重點推介包括《香港城邦論》等書。 [15]

## 評價
- Google Play 圖書對於《香港城邦論》的總評分為4.4分。[16]

- Goodreads上讀者的評分為4.2分。[17]

### 王偉雄
- 美國加州州立大學哲學教授王偉雄認為《香港城邦論》主要是一連串的政治文宣，欠缺嚴謹論證，部份重要聲稱的資料來源闕如，明顯不是學術著作：「城邦論也許能滿足一些人的政治幻想，而對於提高香港人的本土意識和開展這方面的討論，此書也的確功不可沒，可是，若依照書中提出的路線來追求香港本土的長遠利益，恐怕會是死路一條。」他亦認為，《香港城邦論》是與中共勾結，並且對中共都有太大信心：「與其（按照陳雲所說的消極計畫）繼續靜待下去而最終「得個吉」，不如現在就主動爭取，齊心合力，審慎樂觀而努力不懈，還有成功的希望；總好過將來悔恨當年太天真太傻，錯信中共，以致不但害了自己，還對不起下一代。」「反對城邦論，不是反對由本土開始爭取民主，而只是反對與中共勾結。」[18]

### 劉桂標
- 香港人文學會會長劉桂標認為香港城邦論是泛民主派一嶄新而有其獨立貢獻的論述，使泛民的政治光譜進一步擴闊。他一方面認同《香港城邦論》指出中港兩地急促融合是對本地民主的一種嚴重而緊急的危害，一義下可說本地泛民的民主抗爭的層面；而指出香港作為城邦的現實，為香港民主發展提供歷史和法理上的依據，可說是對本地民主發展有很大的貢獻。但另一方面他亦認為《香港城邦論》的一大敗筆在於批判泛民的民主建國論「中國民主與香港民主應是相輔相成而非互相衡突」；而且陳雲以偏蓋全地歸納論證中國人民的"賊性"，是欠缺充分理據的負面道德判斷，不尊重人的人格尊嚴，是對人的一種歧視。[19]

### 吳叡人
- 台灣社會學家吳叡人在為香港民族論撰文時，認為香港城邦自治論是一種弱小民族民族主義的變形，當中預設了一個香港的公民共同體的存在。整個論證是在不挑戰，乃至接受現代主權民族國家普遍秩序的前提下，有意識地選擇以不完整主權之前現代非民族國家政治形式作為香港逃避大國兼併吸收的保護殼。他指陳雲迴避民族主義概念，借用公民共和主義（英语：civic republicanism）的語言來證成香港主體性與高度自治，其公民共和主義建基於奇妙（某種意義上謬誤）的歷史論證[20]：香港是城邦（polis or city-state）——也就是公民共和主義思想的起源領域——的一種當代形式。吳叡人認為陳雲將香港（與新加坡等）作為殖民地貿易港市的歷史連結到現代主權國家體系興起前的古典/中世紀城邦國家與歐陸自由市的傳統之上，「發明」了一個從古希臘、文藝復興到現代「殖民城邦」的城邦系譜，從而將古典城邦與自由市才擁有的自治傳統順帶挪用(appropriated)到事實上缺乏自治傳統的城市殖民地香港之上，以這個想像的城邦自治傳統作為香港自治的論據，也就是香港自治的正當性基礎不是香港民族的自治權，而是香港城邦的歷史與其固有的自治特質。在這個歷史論證之上，陳雲再將原本被公民共和主義視為共和政體存在前提或存續條件的公民德行（英语：civic virtue）轉化為界定香港認同的準則，於是香港人或香港市民成為一種基於價值而非血緣而形成的政治範疇。陳雲宣稱他的主張是一種現實政治的論證，因為他不支持香港獨立，而且他的香港自治目的在於防衛與保護香港固有的主體性，不在挑戰中國主權或介入中國政治。吳叡人因此認為陳雲之所以拒絕使用民族主義概念也是出於現實主義之考量，以避免與中國官方民族主義直接衝突。不過吳氏亦批評這個主張充滿夢想成份，因為陳雲所發明的香港城邦自治傳統，其實是一種尚未實現的未來願景，香港人的香港認同離古典共和主義預設的高門檻城邦認同條件仍有一段距離。[21]:87-89吳氏亦提醒讀者，指陳雲的共和理論由文化理論支持。其文化理論將香港人描述為傳統華夏文化的真正傳人，而中國人則在中國共產黨的統治下受共產主義及資本主義的污染，因而退化為蠻夷。事實上，這種看似弔詭的論點是常見策略，文化上被同化的邊緣民族往往試圖以此將自身與衰落的文化中心區別開來。典型例子包括於滿清滅明後日本的華夷變態論以及朝鮮的小中華思想。另外一些例子包括美國革命者。他們追求獨立是出於對真正英國自由價值的支持。[20]:13

### 徐承恩
- 香港歷史學者徐承恩認為[22]，陳雲之論述本質是化獨漸統，反對香港獨立建國，並以邦聯論協助統一台灣，解決分離主義問題。[22]:276-7又指陳雲之論述與傳統「民主回歸論」一樣未能擺脫虛擬進步主義以及虛擬中華情結[22]:273，前者是指將香港於二戰後的特殊地緣政治地位視為典範，實則不可持續；後者是批評陳雲攀附中國道統，將香港文化風俗僅僅視為中土失傳的華夏文化之保留，徐承恩認為此思路終究是向中華帝國邏輯屈服。[22]:274-6

### 彭麗君
- 香港中文大學文化及宗教研究系教授彭麗君認為[23]城邦論的本質不在於追求民主，而在於陳雲本人對華夏文化領導權的迷戀。陳雲之所以稱香港為城邦，是要實現一個新的華夏帝國，重新喚醒經西方價值洗滌而被壓抑的中國文化正統，諷刺地合乎中國的統治意識形態，即傳統中國的文化帝國主義優勝過西方文明。不過城邦論雖然是一廂情願，也至少反映香港面對的景象，即自身的政治制度並非由居民建立，而是由更大的帝國結構所策略性賦予。[23]:208-9

### 蘇哲安
- 里昂第三大學語言系教授[24]蘇哲安認為，城邦論有趣之處，在於混合自由主義以及社群主義兩套彼此衝突的思想，並完全忽略解殖性[25]。

### 曾友俞
- 台灣律師曾友俞認為，城邦論將儒家思想套入民族主義之中，是某種無法理解的「新儒家式中學西用」，或者是如同「《一九八四》所說的雙重思想（Doublethink）」。作者陳雲自我意識到其論述「是香港本位的，但卻無從跳脫族群的區別而分了華夷，但在民族的界分之中，卻又始末不稱這是種民族性的主張，而持續地在『一個中國』的框架下延伸論述。然而，這個框架並不完全合身，相較於內容而言，多少是有些束縛性，所以在閱讀上就多處可感矛盾與深怕拂了逆鱗似地躡手躡腳。」[26]